# Țapiivka, Skvîra
Țapiivka (în ucraineană Цапіївка) este un sat în comuna Krîvoșîiinți din raionul Skvîra, regiunea Kiev, Ucraina.

## Demografie
Componența lingvistică a localității Țapiivka
     Ucraineană (98,68%)
     Română (1,32%)
Conform recensământului din 2001, majoritatea populației localității Țapiivka era vorbitoare de ucraineană (98,68%), existând în minoritate și vorbitori de română (1,32%).